# Sober
Sober（ソーバー）は、2015年に結成されたダンス・ミュージック制作ユニットである。メンバーは星野晃代（ボーカル）、小林悟（作曲・シンセサイザー）。プロデュースは作曲家・編曲家の松井寛。

## ユニット名の由来
元々の意味は、「素面」「酒に酔っていない」という意味で、「センセーショナルな音楽を 日本から世界へ」というコンセプトのもと名付けられたという。だが、実際のところは、プロデューサーの松井寛氏の思いつきで、星野晃代の実家が、蕎麦屋であることに由来するという。

## ディスコグラフィ

### シングル
- FEEL (2015年12月29日)
- Screwy (2016年2月20日)[1]
- Paradise (2016年6月26日)